# Eric Rudolph
Eric Robert Rudolph, aussi connu sous le nom de Olympic Park Bomber, né le 19 septembre 1966 à Merritt Island (Floride), est un terroriste responsable d'une série d'attentats à la bombe à travers le Sud des États-Unis entre 1996 et 1998. Il est notamment connu pour l'attentat du parc du Centenaire perpétré à Atlanta pendant les Jeux olympiques d'été de 1996 et qui fait 2 morts et 111 blessés.
Son nom figure cinq ans sur la liste des dix fugitifs les plus recherchés du FBI jusqu'à son arrestation le 31 mai 2003. Il confirme ses motivations religieuses mais nie une quelconque motivation raciale pour ses crimes. En 2005, à la suite de négociations, Rudolph plaide coupable de nombreux crimes fédéraux et accepte quatre condamnations consécutives de réclusion à perpétuité afin d'éviter un procès et une potentielle condamnation à mort. Il est détenu dans la prison supermax ADX Florence.

## Jeunesse
Eric Rudolph naît à Merritt Island en Floride. Son père Robert meurt d'un cancer en 1981 après que les autorités fédérales lui eurent refusé un traitement expérimental. Eric Rudolph se tourne contre le gouvernement après ce décès et déménage à Nantahala, dans le comté de Macon, dans le nord-ouest de la Caroline du Nord, avec deux de ses frères. Sa mère reste en Floride avec trois autres enfants de la famille, Eric est élevé par son frère aîné Daniel. Il fait sa 3e à l'École de Nantahala mais abandonne à la fin de l'année et commence à travailler comme menuisier avec son frère. Trois ans plus tard, à 18 ans, il part avec ses frères pour vivre avec sa mère à Schell City dans le Missouri où il passe du temps avec sa mère auprès de l'Identité chrétienne,.
Une fois que Rudolph a eu son GED (équivalent du baccalauréat), il entre à la Western Carolina University à Cullowhee pour deux semestres (en 1985 et 1986). En août 1987, Rudolph s'enrôle dans l'U.S. Army dans le but de suivre la formation de base à Fort Benning en Géorgie. Il en est expulsé en janvier 1989, alors qu'il sert dans la 101e division aéroportée à Fort Campbell au Kentucky, pour cause de consommation de marijuana. En 1988, Rudolph entre à la United States Army Air Assault School où il atteint le grade de spécialiste/E-4.
En 1996, Eric Rudolph vend la maison familiale pour 66 000 dollars. Il n'a ni compte bancaire, ni carte bancaire et paie ses différentes locations avec de l'argent liquide. Il dort régulièrement dans son pick-up de 1989.

## Attentats

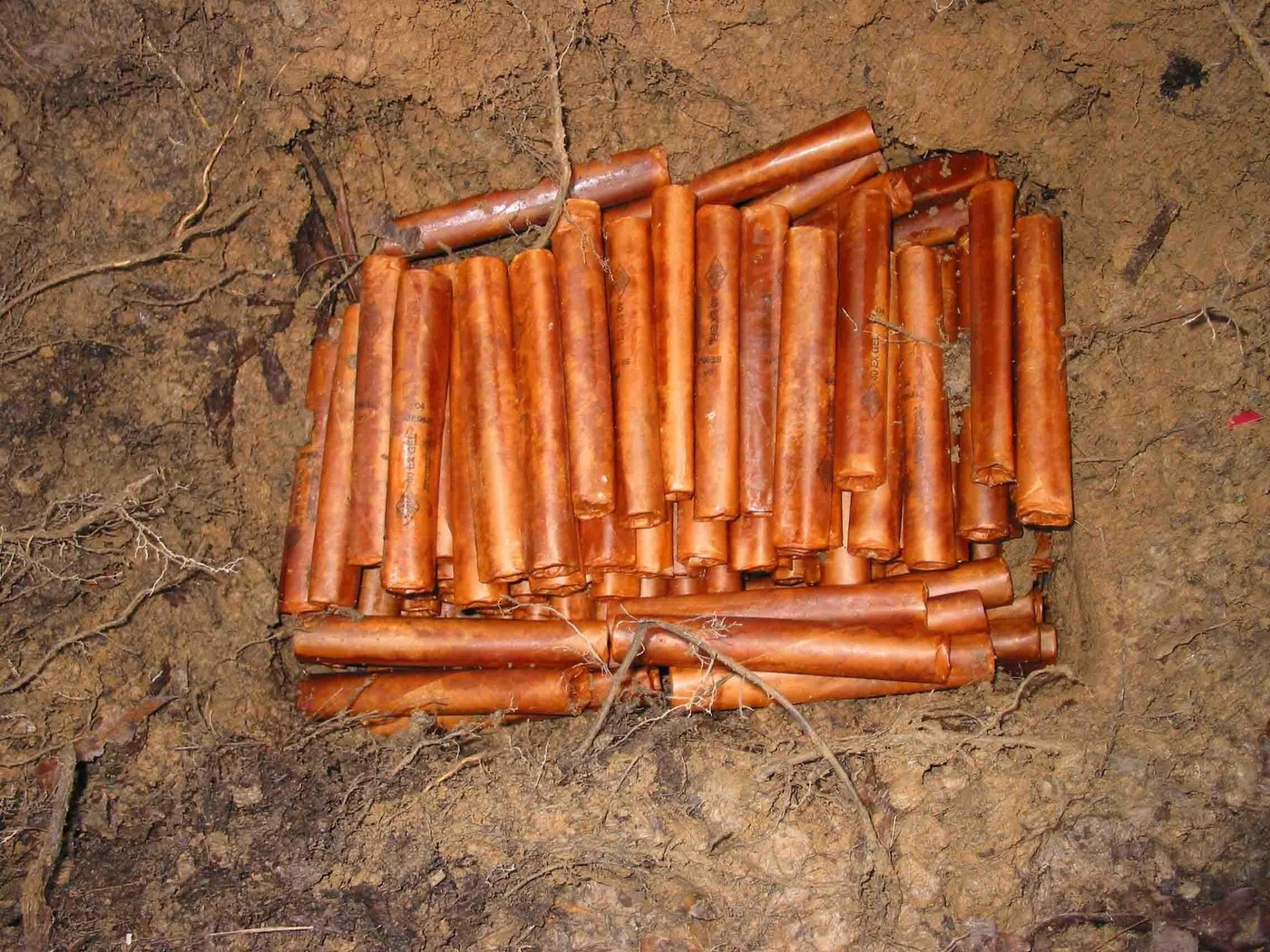
Bâtons de dynamite cachés par Eric Rudolph et retrouvés en avril 2005 (FBI).

Eric Rudolph est principalement connu pour être l'auteur de l'attentat du parc du Centenaire pendant les Jeux olympiques d'été de 1996 à Atlanta. Il téléphona à la police pour avertir qu'il avait placé une bombe. L'explosion tua Alice Hawthorne et blessa 111 autres personnes. Melih Uzunyol, un cadreur turc qui accourut sur les lieux peu après l'explosion, décéda sur place d'une crise cardiaque. Dans sa déclaration du 13 avril 2005, Rudolph déclara que sa motivation était politique :
« In the summer of 1996, the world converged upon Atlanta for the Olympic Games. Under the protection and auspices of the regime in Washington millions of people came to celebrate the ideals of global socialism. Multinational corporations spent billions of dollars, and Washington organized an army of security to protect these best of all games. Even though the conception and the purpose of the so-called Olympic movement is to promote the values of global socialism as perfectly expressed in the song "Imagine" by John Lennon, which was the theme of the 1996 Games—even though the purpose of the Olympics is to promote these ideals, the purpose of the attack on July 27 was to confound, anger and embarrass the Washington government in the eyes of the world for its abominable sanctioning of abortion on demand. The plan was to force the cancellation of the games, or at least create a state of insecurity in order to empty the streets around the venues and thereby eat into the vast amounts of money that had been invested in them. »
« À l'été 1996, le monde avait les yeux rivés sur Atlanta pour les Jeux Olympiques. Sous la protection et les auspices du régime de Washington, des millions de personnes sont venues pour célébrer les idéaux du socialisme global. Les multinationales ont dépensé des milliards de dollars, et Washington mit en place une armée de sécurité pour protéger le meilleur de ces jeux. Même si la conception et la finalité de ce soi-disant « mouvement olympique » est la promotion des valeurs du socialisme mondial tel qu'il est parfaitement exprimé dans la chanson Imagine de John Lennon, qui était par ailleurs la musique officielle des jeux de 1996 - même si le but des Jeux Olympiques est de promouvoir ces idéaux, l'objectif de l'attaque du 27 juillet était de confondre, de mettre en colère et dans l'embarras le gouvernement de Washington aux yeux du monde pour son abominable autorisation de l'avortement à la demande. Le plan était de forcer l'annulation des Jeux, ou au moins de créer un état d'insécurité pour vider les rues autour des lieux et ainsi rendre inutile les vastes sommes d'argent investies. »
La déclaration de Rudolph blanchit Richard Jewell, un agent de sécurité, de toute implication dans l'attentat. Quelques jours après l'incident, celui-ci avait en effet été soupçonné d'y avoir participé après avoir été auparavant considéré comme un héros pour avoir été le premier à repérer la bombe et avoir aidé à sécuriser la zone. Dès le début de l'enquête du FBI, Jewell était devenu le principal suspect.
Rudolph revendiqua également l'attentat du 16 janvier 1997 contre une clinique d'avortement de la banlieue d'Atlanta. Il avoua aussi l'attentat du Otherside Lounge, un bar lesbien, le 21 février 1997, qui blessa cinq personnes. Enfin, il reconnut un dernier attentat du 29 janvier 1998 contre une clinique d'avortement en Alabama, dans lequel le garde de sécurité Robert Sanderson trouva la mort et dans lequel l'infirmière Emily Lyons fut très grièvement blessée. Rudolph confectionnait ses bombes en utilisant de la dynamite qu'il entourait de clous dans le but d'accroître les dégâts. Emily Lyons fut atteinte par de nombreux clous mais elle survécut miraculeusement.

## Vie de fugitif

Avis de recherche du FBI contre Eric Rudolph.

Rudolph est d'abord identifié comme suspect dans l'attentat des Jeux olympiques par le département de la Justice le 14 février 1998.
Le 5 mai 1998, Rudolph devient la 454e personne à être inscrite sur la liste des dix fugitifs les plus recherchés du FBI. Le FBI le considère comme armé et extrêmement dangereux, et offre une récompense d'un million de dollars pour toute information menant directement à son arrestation. Il passe plus de cinq ans dans les Appalaches en tant que fugitif, au cours de laquelle des équipes de recherche fédérales et amateurs parcourent la région, sans succès.
Il est possible que Rudolph ait bénéficié de l'aide de sympathisants pour éviter de se faire capturer. Certaines personnes de la région n'ont pas hésité à dire qu'elles l'aideraient. Deux chansons de country sont écrites sur lui et un tee-shirt est fabriqué avec la mention: Run Rudolph Run (« Cours Rudolph, Cours »). L'Anti-Defamation League remarque que des extrémistes, dialoguant sur internet, font l'éloge de Rudolph et souhaitent que d'autres actes de violence similaires aux attentats aient lieu.
La famille de Rudolph le soutient et pense qu'il est innocent de toutes les charges dont il est accusé. Ils sont en conséquence soumis à un long interrogatoire et mis sous surveillance. Le 7 mars 1998, Daniel, le frère aîné d'Eric se filme lui-même se coupant une main avec une scie circulaire afin, selon ses propres termes, « d'envoyer un message au FBI et aux médias ». La main a pu être remise en place avec succès.
Selon les propres écrits de Rudolph, il survit au cours de ses années comme fugitif en campant dans les bois, se nourrissant de glands et de salamandres, volant des légumes dans les jardins et des céréales dans les silos, et en fouillant dans les bennes d'ordures d'une ville voisine,.

## Arrestation

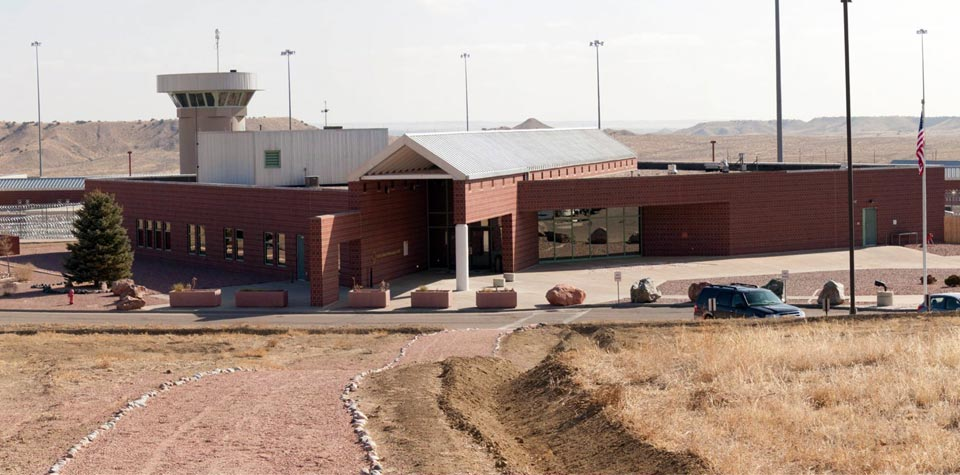
Prison supermax ADX Florence où Eric Rudolph est incarcéré

Rudolph est arrêté à Murphy en Caroline du Nord, le 31 mai 2003, par l'officier de police Jeffrey Scott Postell derrière un magasin Save-A-Lot vers 4 heures du matin. Postell, qui faisait une patrouille de routine, est intervenu parce qu'il y avait un cambriolage en cours.
Rudolph n'était pas armé et n'a pas résisté à l'arrestation. À ce moment, il est rasé de près, avec une moustache taillée et porte des baskets neuves, ce qui laisse supposer qu'il a été aidé. Les autorités fédérales l'ont mis en accusation le 14 octobre 2003. Eric Rudolph a été défendu par l'avocat Richard S. Jaffe.
Le 8 avril 2005, le ministère de la Justice annonce que Rudolph a accepté de négocier un plaidoyer en vertu duquel il plaidait coupable de toutes les accusations qui lui étaient reprochés afin d'éviter la peine de mort. L'accord fut confirmé une fois que le FBI retrouva les 250 lb (114 kg) de dynamite qu'il avait caché dans les forêts de Caroline du Nord. Cette révélation était une condition sine qua non de l'accord. Il publie également une déclaration dans laquelle il expliquait qu'il avait commis ses actions au nom de l'anti-avortement et de l'homophobie.
Les termes de l'accord étaient que Rudolph serait condamné à quatre peines consécutives de prison à vie. Il fut officiellement condamné le 18 juillet 2005 à deux peines de prison à vie sans possibilité de libération pour le meurtre d'un officier de police en 1998. Il fut ensuite condamné à trois peines de réclusion à perpétuité pour plusieurs attentats commis à Atlanta. Ce même jour, Rudolph fut envoyé à la prison fédérale supermax ADX Florence (numéro de prisonnier 18282-058). Comme tous les autres détenus, il passe 22 heures et demie par jour seul dans sa cellule en béton de 7 m2,.

## Motivations
Eric Rudolph est homophobe et croit qu'il existe une « idéologie homosexuelle ». De plus, il a fait savoir, dans une déclaration écrite, que le but des attentats est principalement de combattre l'avortement. Il considère que l'avortement est un meurtre et par conséquent, il estime que ses auteurs méritent la mort et que le gouvernement des États-Unis a perdu sa légitimité en ne le sanctionnant pas. Il estime qu'il est essentiel de résister par la force à « l'effort concerté de légitimer la pratique de l'homosexualité » afin de protéger « l'intégrité de la société américaine » et « l'existence même de la culture américaine », dont les fondations sont « les valeurs familiales ».
Après son arrestation pour les attentats à la bombe, The Washington Post écrivit que le FBI savait que Rudolph était en contact depuis longtemps avec le mouvement radical Identité chrétienne, qui affirme que les Européens du Nord sont les descendants directs des tribus perdues d'Israël, le peuple élu de Dieu. Identité chrétienne est une secte liée au nationalisme blanc qui prône que ceux qui ne sont pas des chrétiens blancs seront condamnés à aller en Enfer. Dans le même article, le Post indiqua que certains enquêteurs du FBI pensaient que Rudolph pouvait être l'auteur de lettres qui revendiquaient les attentats contre une discothèque et contre une clinique d'avortement au nom de l'Army of God. Cette organisation terroriste, proche de l'Identité chrétienne, n'hésite pas à faire usage de la force pour lutter contre les avortements.
Dans un communiqué publié après qu'il eut plaidé coupable, Rudolph nia être un partisan du mouvement « Identité chrétienne », affirmant que sa participation consistait juste en une brève liaison avec la fille d'un adhérent, identifié plus tard comme étant le pasteur Daniel Gayman. Quand on l'interroge sur sa religion, il dit : « Je suis né catholique, et avec le pardon, j'espère mourir en tant que tel. » Dans d'autres déclarations écrites, Rudolph cita des passages de la Bible et expliqua son opposition à l'avortement par des raisons religieuses.
Certains livres et médias ont dépeint Rudolph comme étant un extrémiste appartenant à l'Identité chrétienne. Le Harper's Magazine utilisa l'expression « terroriste chrétien » pour parler de lui. Le programme On Point de la radio NPR utilisa quant à elle l'expression « extrémiste de l'Identité chrétienne ». Le service Voice of America a estimé que les actions d'Eric Rudolph étaient « une tentative d'utiliser la foi chrétienne dans le but d'essayer de définir une pureté raciale et sociale ». Dans un livre écrit en 2004, les auteurs Michael Shermer et Dennis McFarland ont vu l'histoire de Rudolph comme un exemple de « l'extrémisme religieux en Amérique », avertissant que le phénomène qu'il représente est « particulièrement puissant lorsqu'il est réuni sous l'égide de groupuscules », dont ils pensent qu'ils ont protégé Rudolph alors qu'il était un fugitif.
Dans une lettre à ses parents écrite en prison, Rudolph dit : « Beaucoup de bonnes gens continuent à m'envoyer de l'argent et des livres. La plupart d'entre eux ont, bien sûr, une idéologie. La plupart du temps, ce sont des chrétiens né de nouveau qui cherchent à sauver mon âme. Je suppose qu'ils pensent que, parce que je suis en prison, je dois être un « pécheur » qui a besoin du salut, et ils seraient heureux de me vendre un billet pour le paradis. J'apprécie vraiment leur charité, mais je peux me passer de leur condescendance. Ils ont été si gentils que je ne voudrais pas les démotiver en leur apprenant que je préfère Nietzsche à la Bible ».
Le militant anti-criminalité et animateur de télévision John Walsh a déclaré que, pour lui, Rudolph était un psychopathe, tandis que pour l'ancienne belle-sœur de Rudolph, ses motivations principales étaient la suprématie blanche et l'anti-avortement.

## Essais écrits en prison
Le règlement du Bureau fédéral des prisons donne le droit aux gardiens de restreindre ou d'interdire la correspondance d'un détenu pour « la protection du public » ou si « elle peut faciliter les activités criminelles », y compris à tout ce « qui peut conduire à l'utilisation de la violence physique ». Néanmoins, Eric Rudolph, qui est incarcéré dans la partie la plus sécurisée de l'ADX Florence, écrit des essais qui prônent la violence et l'action militante et ceux-ci sont publiés sur Internet par un militant de l'organisation anti-avortement Army of God. Les victimes des attentats affirment, elles, que les messages de Rudolph sont une forme de persécution et peuvent inciter à la violence. Alice Martin, la procureur (en) de la cour du district Nord de l'Alabama, a répliqué que la prison ne peut pas faire restreindre les publications des détenus car « un détenu ne perd pas sa liberté d'expression ». Cependant, en 2006, le Département de la Justice a critiqué cette même prison car elle ne  retransmettait pas correctement les courriers de trois détenus reconnus coupables dans l'attentat du World Trade Center de 1993 après avoir remarqué que les hommes envoyaient des lettres à des terroristes présumés.